# Lugano
Lugano (lmo. Lügàn, niem. Lauis, rm. Ligiaun) – największe miasto oraz gmina w południowo-wschodniej Szwajcarii, we włoskojęzycznym i faktycznie w większości lombardzkojęzycznym kantonie Ticino, graniczącym z Włochami, siedziba administracyjna zarówno okręgu (distretto) Lugano, jak i powiatów (circolo) Lugano est, Lugano nord, oraz ovest. Leży nad jeziorem Lago di Lugano. 4 kwietnia 2004 do miasta przyłączono gminy Breganzona, Cureggia, Davesco-Soragno, Gandria, Pambio-Noranco, Pazzallo, Pregassona i Viganello, 20 kwietnia 2008 gminy Barbengo, Carabbia i Villa Luganese, a 14 kwietnia 2013 gminy Bogno, Cadro, Carona, Certara, Cimadera, Sonvico i Valcolla.
Niegdyś z rolnictwa i rybołówstwa utrzymujące się miasto po przyłączeniu do Szwajcarii stało się ważnym ośrodkiem handlowym. Dziś tradycję tę podtrzymują przedsiębiorstwa handlujące surowcami (np. Duferco, Filofibra, Interbulk Trading) oraz banki (np. Banca Arner, Banca del Ceresio, Banca del Sempion, Cornèr Bank oraz wielkie banki szwajcarskie jak UBS czy Credit Suisse Group). Dzięki nim Lugano jest obecnie największym centrum bankowości w Szwajcarii po Zurychu i Genewie. Ze względu na malowniczy krajobraz i łagodny klimat Lugano jest od dawna znanym kurortem oraz ważnym ośrodkiem turystycznym, a tutejsze kasyno posiada, jako jedno z siedmiu w Szwajcarii, koncesję klasy A. W sumie około połowa miejsc pracy (ok. 27 000 z 58 000) miasta przypada na turystykę, bankowość i handel.
Jako największe włoskojęzyczne miasto poza Włochami, Lugano jest centrum oświaty, kultury i nauki tej grupy językowej.

## Położenie
Miasto Lugano jest malowniczo położone na południu od głównego grzebienia Alp u ujścia strumienia Cassarate do jeziora Lago di Lugano, na jego zachodnim brzegu. Miasto i jezioro leżą w niecce między masywami trzech gór: Monte Brè (925 m n.p.m.) na wschodzie, Monte San Salvatore (912 m n.p.m.) na południu oraz Sighignola (1.314 m n.p.m.), którego szczyt Balcone d’Italia znajduje się na włoskim terytorium, na południowym wschodzie, na przeciwległym brzegu jeziora. Na wschód od Lugano znajdują się jeziora Lago di Como a na zachodzie Lago Maggiore. W ten sposób Lugano znajduje się w południowej części kantonu Ticino zwanej Sottoceneri, która to wcina się głęboko w północne Włochy. To zaś uzasadnia dobre połączenia komunikacyjne z leżącym ok. 70 km na południe Mediolanem, stolicą Lombardii.

## Nazwa
Nazwa miasta pochodzi prawdopodobnie od łacińskiego Lucus oznaczającego (święty) las. Wedle innej interpretacji nazwa wywodzi się od celtyckiego bóstwa Lugh – patrona wód.

## Herb
Herb miasta pokazuje na czerwonym tle srebrzysty krzyż dzielący go na cztery pola. W nich widnieją cztery pierwsze litery nazwy miasta. Najstarszy zachowany herb tej formy pochodzi z 1588 roku i znajduje się na dokumencie wystawionym przez starostę Lugano, Sebastiana von Beroldingen, pochodzącego pierwotnie z kantonu Uri. Dokument ten można obejrzeć w muzeum w Altdorfie.
Oficjalnie uznanej interpretacji herbu nie ma, aczkolwiek chętnie interpretuje się użycie łacińskiego V zamiast U jako poszlakę insynuującą siedzibę rzymskiego legionu („Legio V (quinta) Gaunica Auxiliares”). Wedle innej interpretacji akronim LVGA znaczy w tłumaczeniu „prawdziwa sprawiedliwość”.
Aktualnie używana przez zarząd miasta forma herbu wywodzi się pierwotnie od dokumentów kościelnych, datowanych z lat 1208 i 1209, które zachowały się tylko w formie późniejszych odpisów, z których wynika, iż LVGA jest jedynie skrótem nazwy miasta Lugano.

## Demografia
W Lugano mieszkają 62 464 osoby. W 2022 roku 38,8% populacji gminy stanowiły osoby urodzone poza Szwajcarią.

## Historia
Najstarsze historyczne wzmianki o istnieniu Lugano pochodzą z lat 815 i 875, z których zachowanych odpisów wynika, że w roku 724 n.e. król Liutprand darował wówczas Lugano kościołowi San Carpoforo w Como. Znaleziska archeologiczne  dowodzą jednak, iż już 1000 lat p.n.e. mieszkali na tym terenie Lepontyjczycy, będący ludem kultury etruskiej, który później zmieszał się z Celtami, zanim tereny te dostały się pod kontrolę Rzymian. Po rozpadzie Imperium Rzymskiego osiedlały się tu plemiona germańskie.
W średniowieczu tereny wokół Lugano ucierpiały będąc areną starć między Mediolanem i Como, aż w drugiej połowie XIV wieku zostały opanowane przez władców Mediolanu, z rodu Viscontich. Jednak po wygaśnięciu ich głównej linii w Lugano zapanowali Francuzi. Ale w 28 stycznia 1513 roku przepędzili ich Szwajcarzy, którzy zawładnęli tym skrawkiem ziemi jako zdobyczą z wojen włoskich na prawie 300 lat, podczas gdy Mediolan utracił suwerenność.
Właśnie pod władzą tzw. Starej Konfederacji Szwajcarskiej (1525-1798) Lugano – dotychczas miasteczko rolników i rybaków – zaczęło się rozwijać dzięki targom jesiennym stając się jednym z najważniejszych punktów handlowych między Italią i północną Europą. W tym czasie pokoju i dostatku powstało tu wiele reprezentacyjnych budowli, kościołów, pałaców i ogrodów. Prestiżu przysporzyła miastu również powstała tu w XVIII wieku drukarnia, szczególnie kiedy po rewolucji francuskiej Lombardia została zajęta przez wojska napoleońskie.
Następną cezurę przyniosła inwazja francuska. Pod przymusem Konfederacja Szwajcarska stała się republiką, a Lugano mało wejść w skład Republiki Cisalpejskiej, co wywołało dezaprobatę mieszkańców. Jednakże 15 lutego 1798 wybuchło powstanie patriotów pod hasłem „frei und Schweizer” (pol.: wolni i Szwajcarzy). Jeszcze tego samego dnia lokalni partyzanci zmusili przedstawicieli Republiki Cisalpejskiej do ucieczki i jednocześnie poprosili o przyjęcie miasta i okolic na prawach Kantonu w skład Republiki Helweckiej. 12 starych kantonów uznało w Zurychu niepodległość kantonu Ticino, następnego dnia, a w pobliskim Locarno obywatele posadzili drzewko wolności na Wielkim Placu (Piazza Grande). Potyczki i pertraktacje z ościennymi mocarstwami o właściwy status i konstytucję trwały aż do 19 lutego 1803 roku, kiedy to na skutek Aktu Mediacyjnego w skład nowo proklamowanej przez Napoleona Republiki Helweckiej wszedł również kanton Ticino (wraz z Lugano) jako formalnie suwerenna i niezależna republika i jeden z 19 równoprawnych kantonów. Po upadku Napoleona Kongres wiedeński uznał przynależność regionu do Szwajcarii oddając jej również poprzednio odebrane kantony.  Do roku 1878 status stolicy kantonu przechodził co 6 lat między miastami Bellinzona, Locarno i Lugano.
W XIX wieku miasto odkryli dla siebie pierwsi turyści oraz kuracjusze, a także uchodźcy polityczni. Pojawiły się secesyjne hotele, kliniki i sanatoria. Natomiast istniejące tu od 1805 roku kasyno przyciąga do dziś graczy-hazardzistów. Dalszy rozwój miasta spotęgował tunel kolejowy Świętego Gotarda, zbudowany w latach 1871-1881, który do dziś jest stale rozbudowywany i udoskonalany. A w międzyczasie powstał dodatkowo tunel drogowy w latach 1970–1980.

### Rozwój miasta
W wyniku gospodarczego rozwoju i wzrostu populacji w roku 1972 przyłączono do miasta  sąsiadujące z nim wioski Brè-Aldesago oraz Castagnola. Następna fuzja nastąpiła w 2004 roku, w wyniku której nowymi dzielnicami stało się osiem następnych wiosek: Breganzona, Cureggia, Davesco-Soragno, Gandria, Pambio-Noranco, Pazzallo, Pregassona i Viganello. W ten sposób miasto urosło nie tylko przestrzennie, ale i przybyło mu sporo mieszkańców.
30 września 2007 roku uprawnieni mieszkańcy Lugano oraz wsi Barbengo, Carabbia i Villa Luganese zadecydowali w plebiscycie o przyłączeniu do Lugano. Jednakże z powodu braku zgody mieszkańców wioski Cadro, Villa Luganese została eksklawą poza terytorium miasta. Administracyjnie wynik plebiscytu został zrealizowany 20 kwietnia 2008 roku.
Ostatnie rozszerzenie granic miasta miało miejsce w 14 kwietnia 2013 roku, kiedy to przyłączono wsie Bogno, Cadro, Carona, Certara, Cimadera, Sonvico i Val Colla, co przyniosło Lugano 3400 dodatkowych obywateli. Z końcem 2014 roku liczba mieszkańców Lugano po ostatnim rozszerzeniu granic osiągnęła 68 473.

## Sport
- FC Lugano – klub piłkarski
- HC Lugano – klub hokejowy

## Zabytki
- katedra Świętego Wawrzyńca w Lugano (San Lorenzo)

## Osoby

### urodzone w Lugano
- Mario Agliati,  pisarz, dziennikarz i historyk szwajcarski
- Franco Ambrosetti, trębacz i kompozytor szwajcarski
- Romano Amerio, filozof i teolog katolicki, honorowy obywatel Lugano od 1977
- Pietro Balestra (1935-2005), ekonomista szwajcarski
- Luca Antonio Colomba (1674-1737), szwajcarski malarz barokowy
- Carla Del Ponte, urzędniczka szwajcarska, wykładowczyni prawa w Lugano
- Christian Giordano, antropolog i socjolog
- Loris Kessel szwajcarski pilot rajdowy
- Hardy Krüger Jr., aktor niemiecki
- Pierre Lepori, tłumacz, pisarz i dziennikarz
- Romolo Nottaris, alpinista, podróżnik i dokumentalista szwajcarski
- Domenico Reina (1796-1843), kompozytor operowy
- Jean Soldini, filozof i historyk sztuki

### związane z miastem
- Michaił Bakunin, anarchistyczny rewolucjonista rosyjski, spędził swe ostatnie lata w Lugano
- Valeska Gräfin Bethusy-Huc, pisarka śląsko-niemiecka, zmarła w Lugano
- Giovanni Cantoni, polityk
- Rudolf Caracciola, niemiecki pilot rajdowy, żył w Lugano
- Giovanni Castioni, poeta i malarz włoski, uczył w Lugano, gdzie zmarł
- Carlo Cattaneo, filozof i patriota włoski, pierwszy rektor liceum w Lugano, zmarł w Lugano w 1869
- Francesco Chiesa, pisarz i poeta lokalny, rektor liceum w Lugano między 1914 i 1943
- Nicole Cooke, kolarka walijska, mieszka w Lugano
- Pio Filippani Ronconi, orientalista włoski, wiceprezydent Istituto ticinese di alti studi, w Lugano-Castagnola
- Lodovico Frapolli, patriota włoski, korzystał z prawa azylu w Lugano w latach 1849-1853
- Vittore Frigerio, pisarz i dziennikarz lokalny, dyrektor gazety Corriere del Ticino w latach 1912-1957
- Julian Godlewski (1903-1983), polski prawnik, oficer, mecenas sztuki polskiej, filantrop; mieszkał w Lugano, przez prawie 30 lat wynajmując apartament w Hotel Splendide Royal Lugano
- Hermann Hesse, pisarz, poeta, aforysta, filozof i malarz niemiecki, przyjął obywatelstwo szwajcarskie osiedliwszy się w Lugano, noblista z dziedziny literatury w roku 1946
- Luigi Lavizzari, polityk (radca stanu kantonu Ticino) geolog szwajcarski, fundator muzeum Museo cantonale di storia naturale di Lugano, zmarł w Lugano
- Giuseppe Mazzini patriota, polityk, filozof i dziennikarz włoski
- Karl Alexander Müller, fizyk szwajcarski, noblista z dziedziny fizyki w 1987, spędził dzieciństwo w Lugano
- Mina, piosenkarka włoska, przyjęła obywatelstwo szwajcarskie, żyje w Lugano
- Giovanni Orelli, pisarz szwajcarski, uczęszczał do liceum w Lugano
- Behgjet Pacolli, polityk kosowski, prezydent Republiki Kosowo.
- Robert Palmer, brytyjski piosenkarz, żył w Lugano
- Ivo Pogorelić, pianista chorwacki, mieszka w Lugano
- Boris de Rachewiltz, egiptolog i archeolog włoski, prezydent Istituto ticinese di alti studi w Lugano-Castagnola
- Alberto Vigevani, pisarz włoski, izraelita, antyfaszysta, korzystał z prawa azylu w Lugano
- Elémire Zolla, włoski filozof i historyk, dyrektor Istituto ticinese di alti studi w Lugano-Castagnola

## Transport
Przez teren miasta przebiegają autostrada A2 oraz drogi główne nr 399 i nr 404.

## Galeria

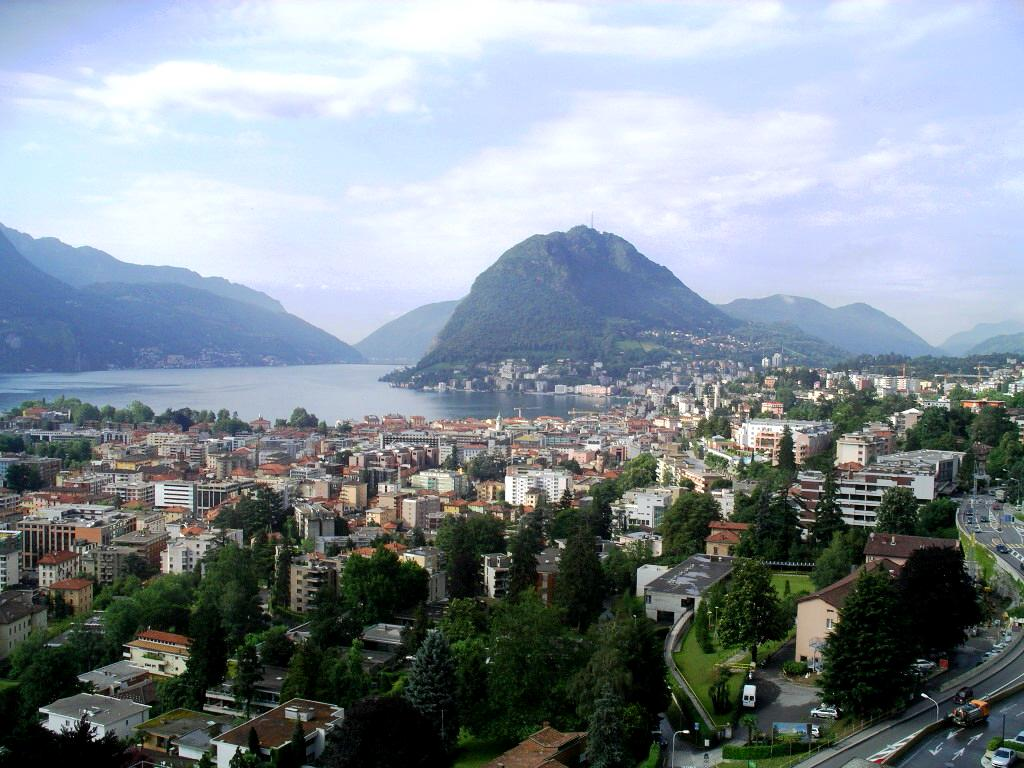
Widok na jezioro Lago di Lugano.
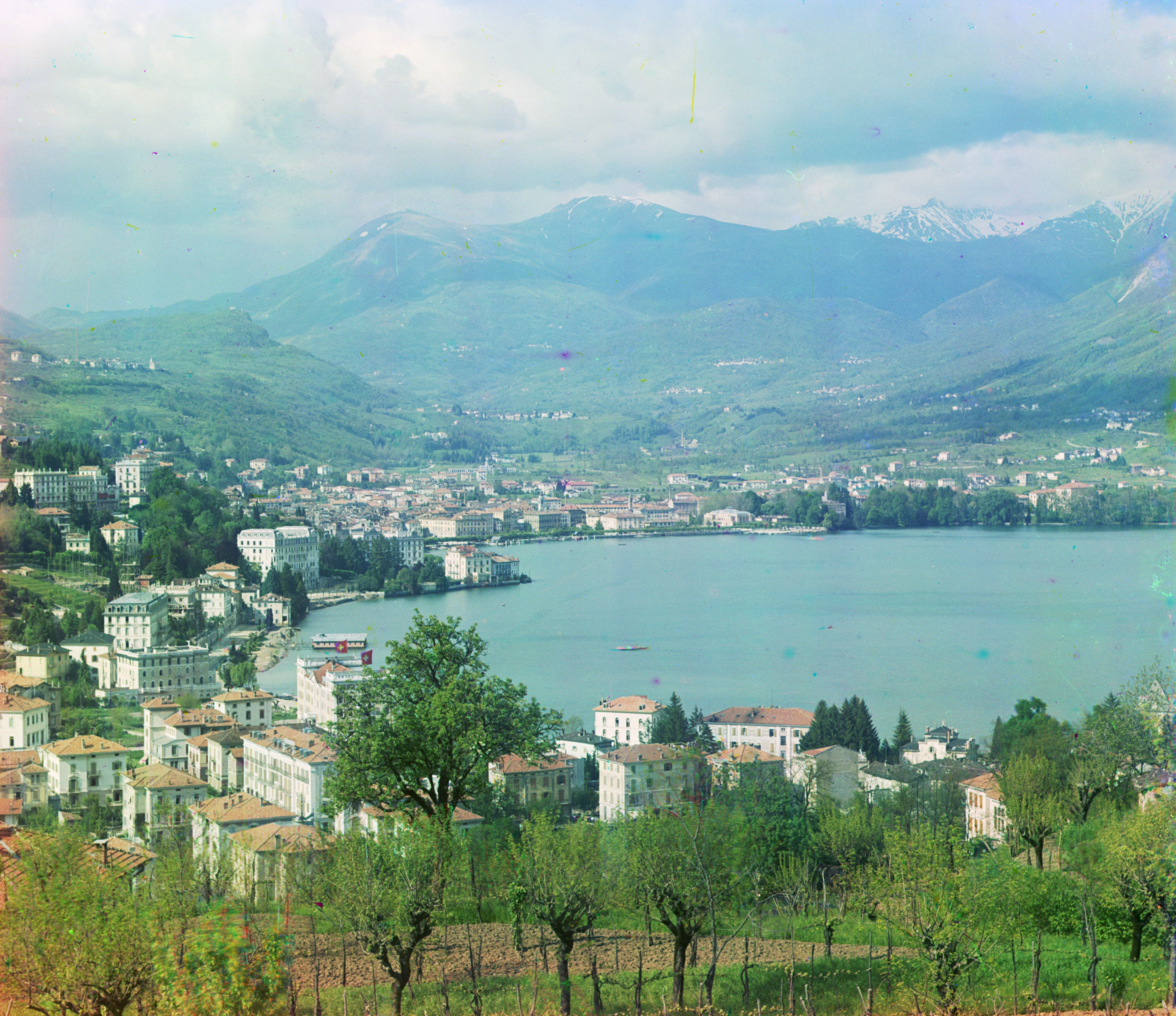
Fotografia Lugano między 1905 a 1910 Siergieja Prokudina-Gorskiego
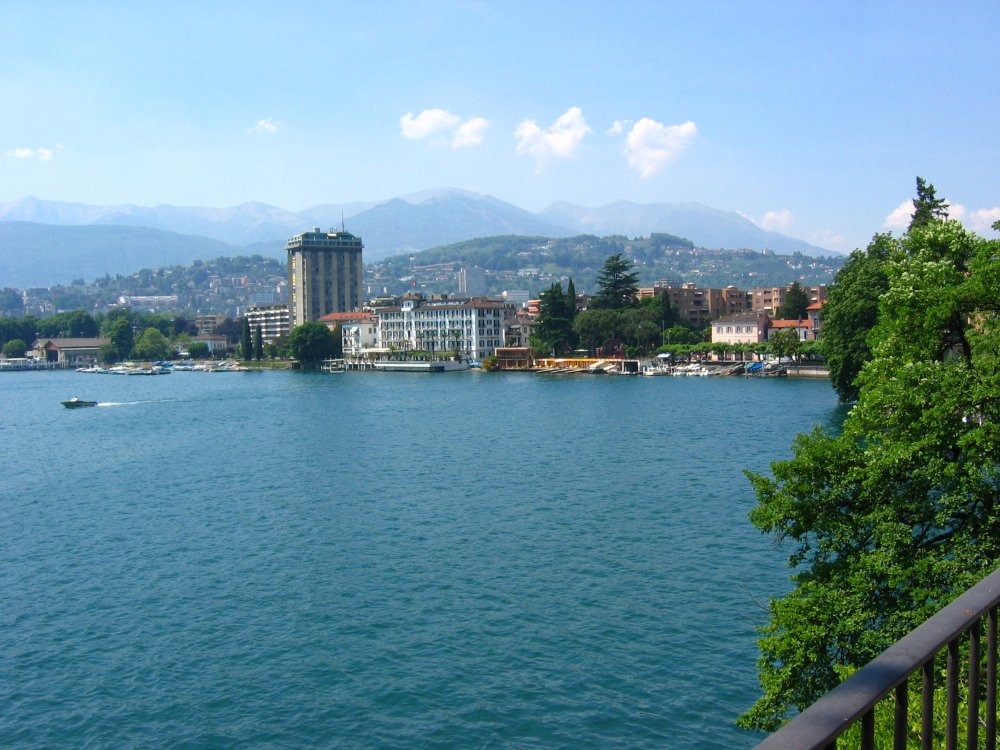
Widok na miasto z północnego brzegu jeziora.
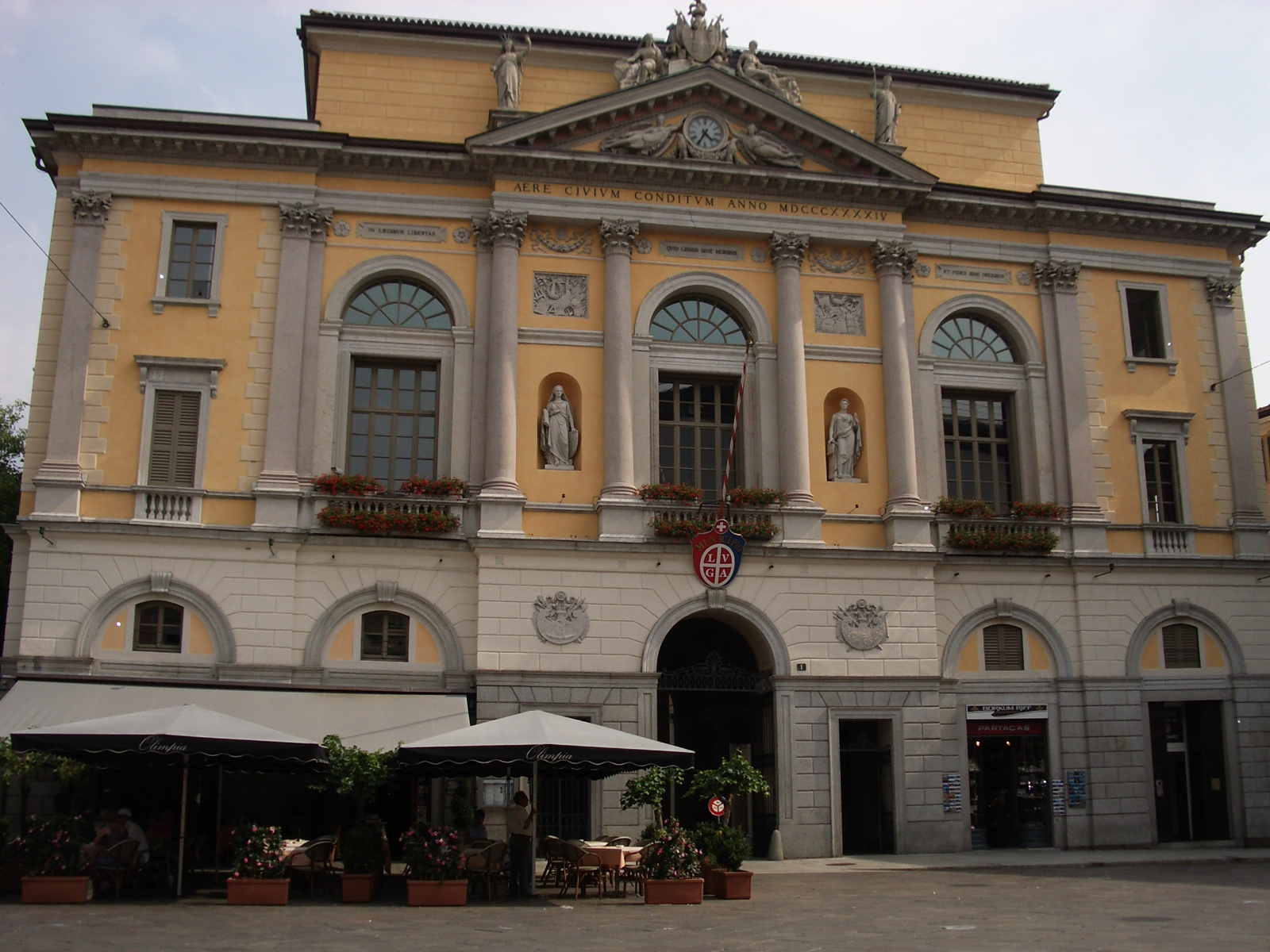
Ratusz Palazzo Civico przy placu Piazza della Riforma
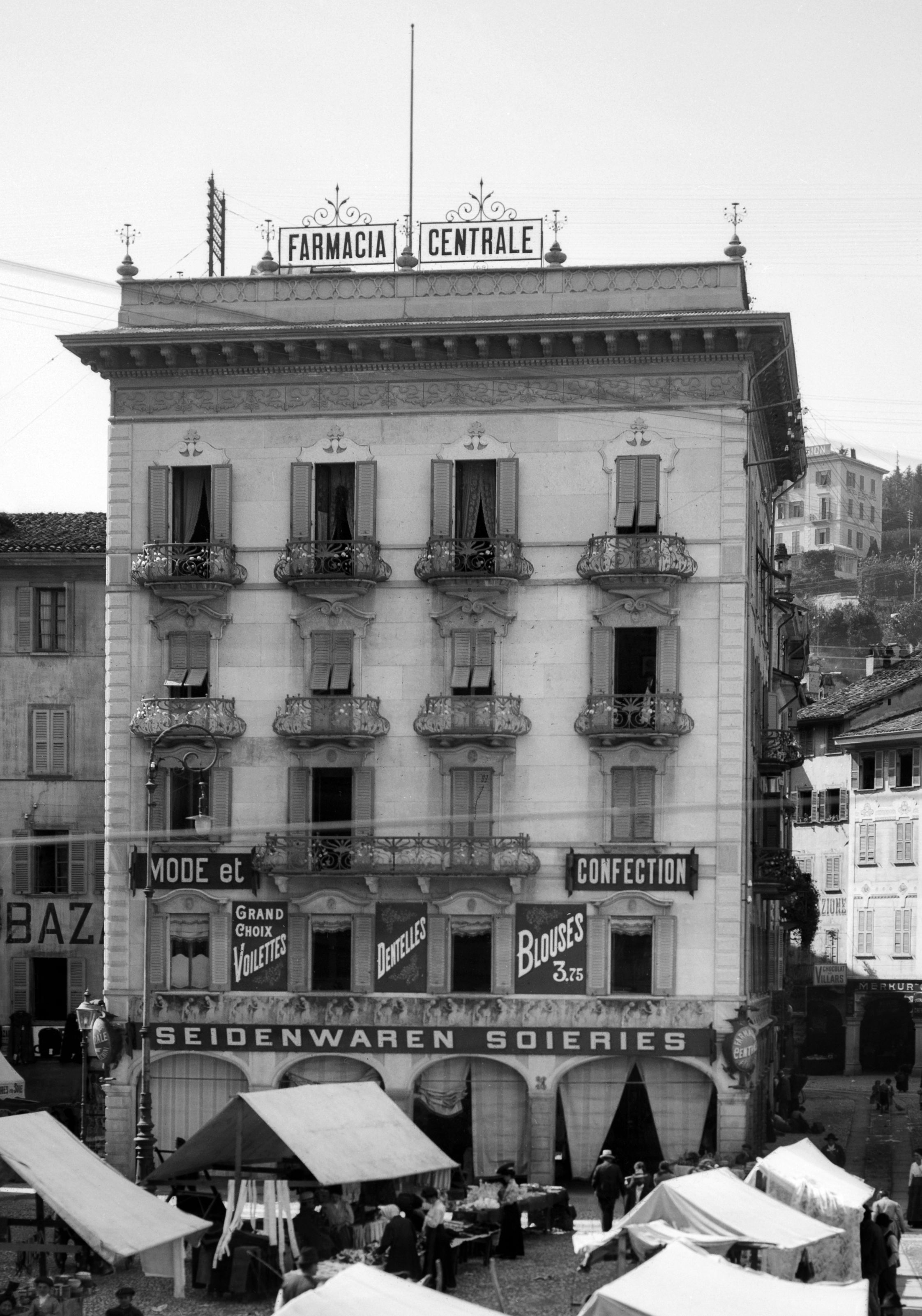
Plac Piazza della Riforma, 1906
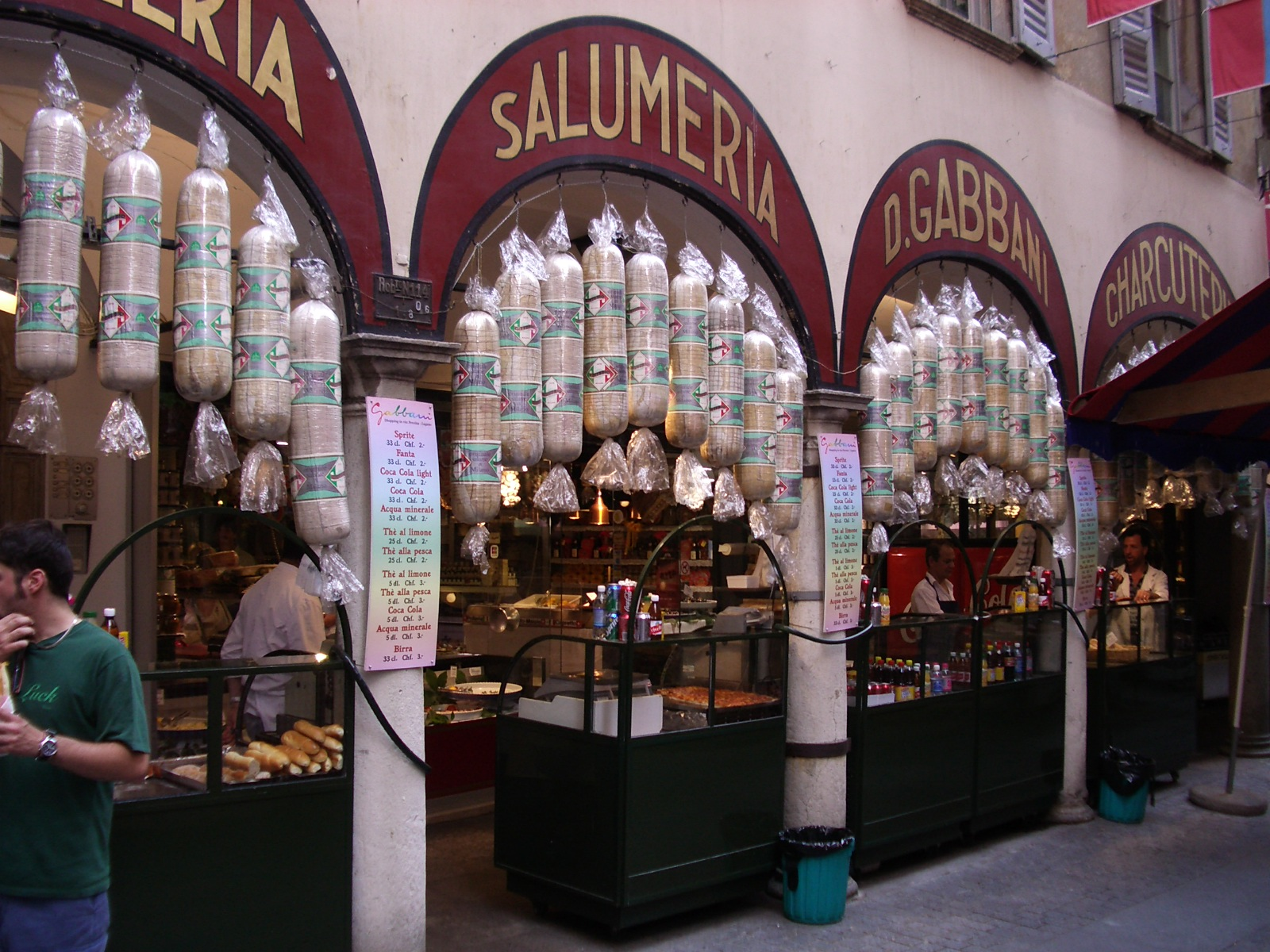
Ulica Via Pessina
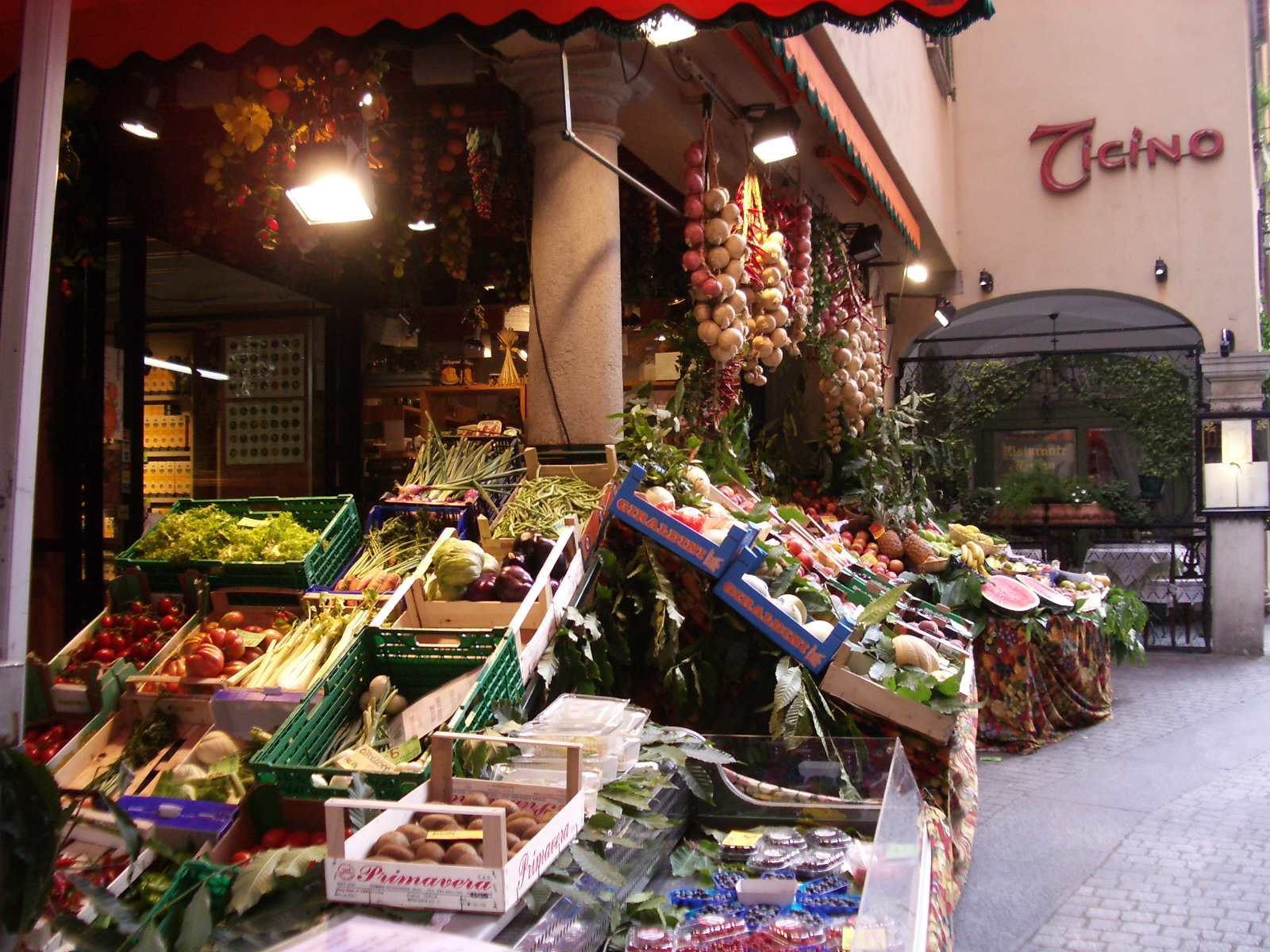
Ulica Via Pessina
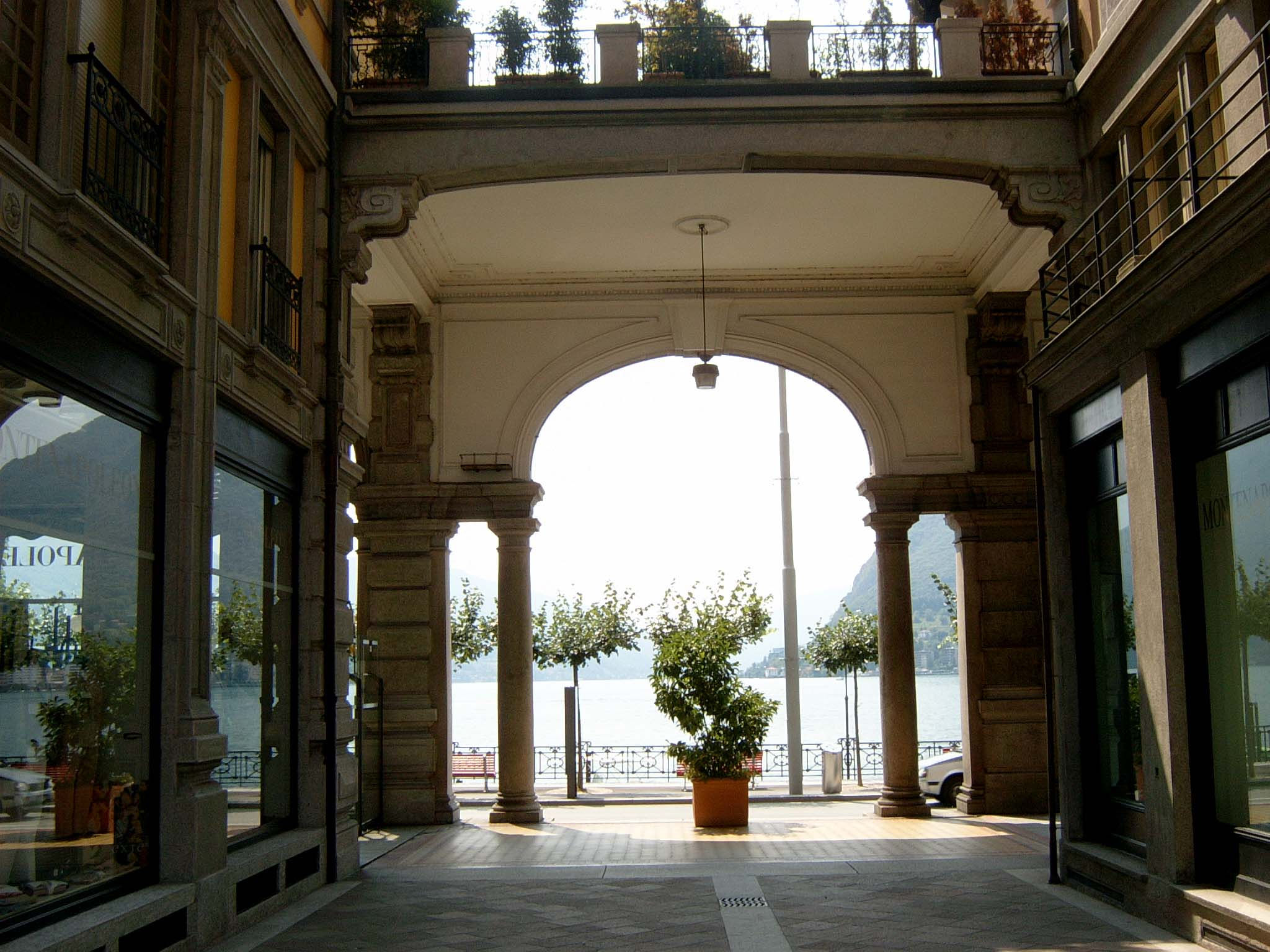
Arkady w centrum miasta
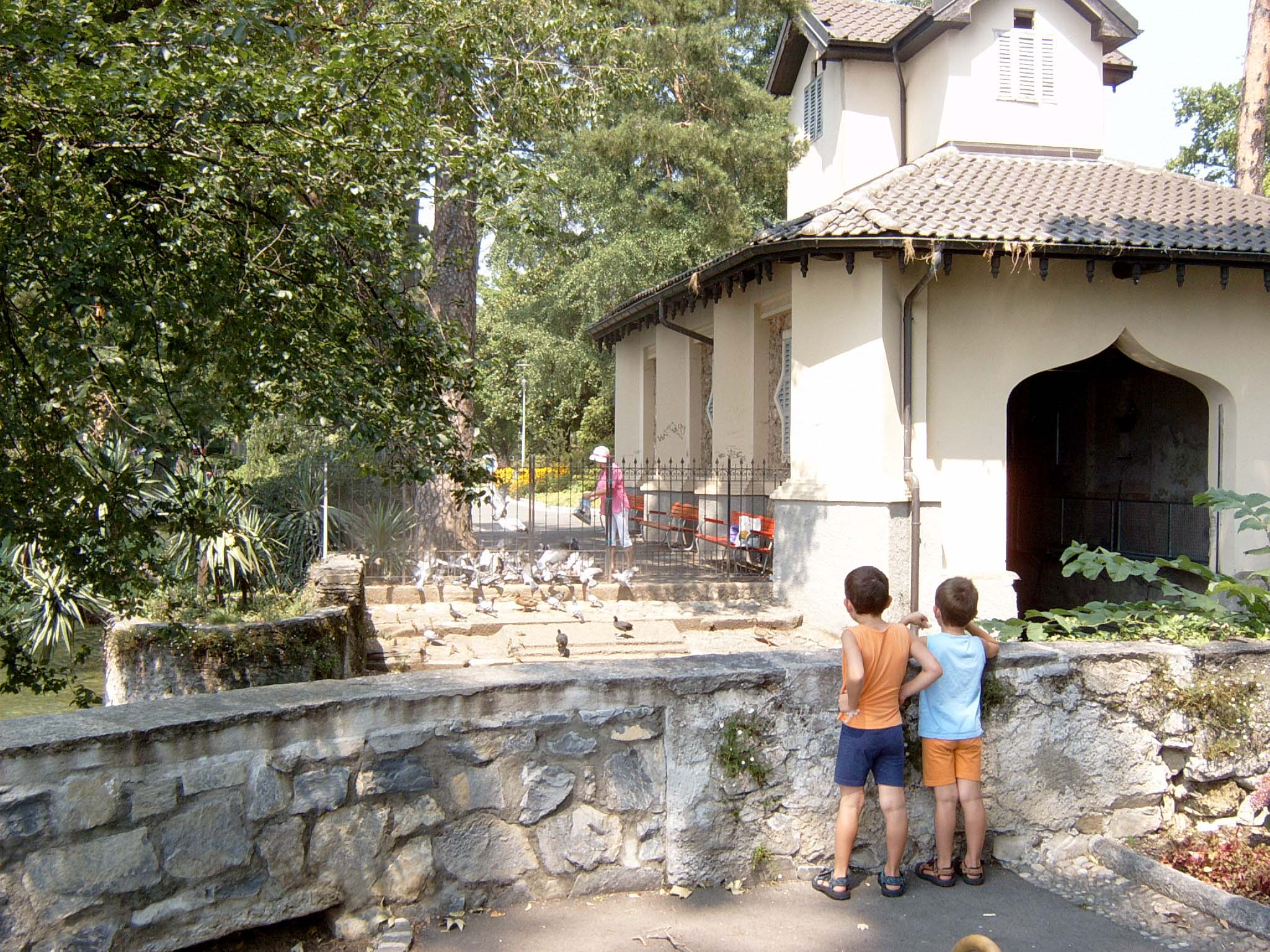
Park miejski
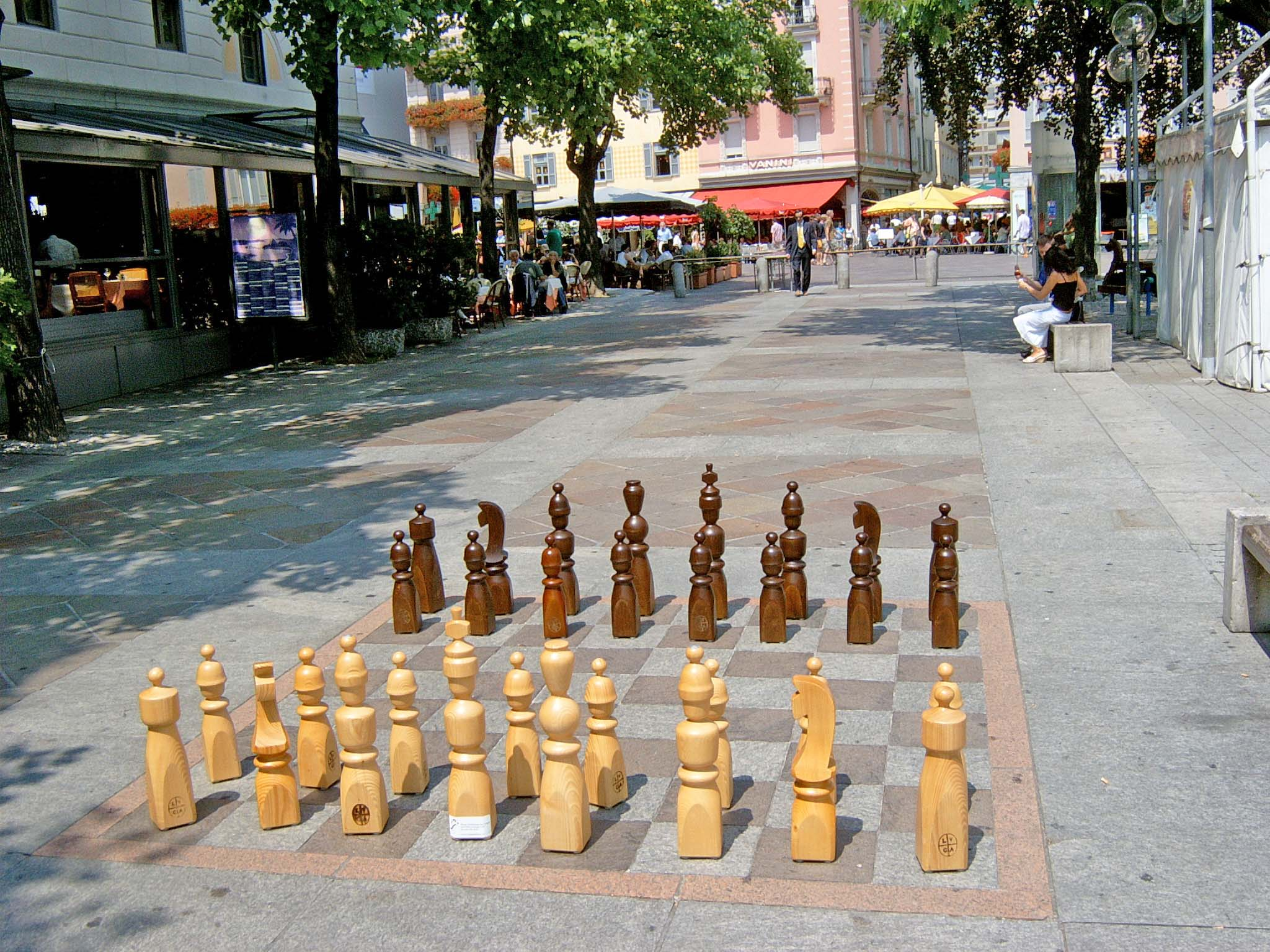
Centrum miasta
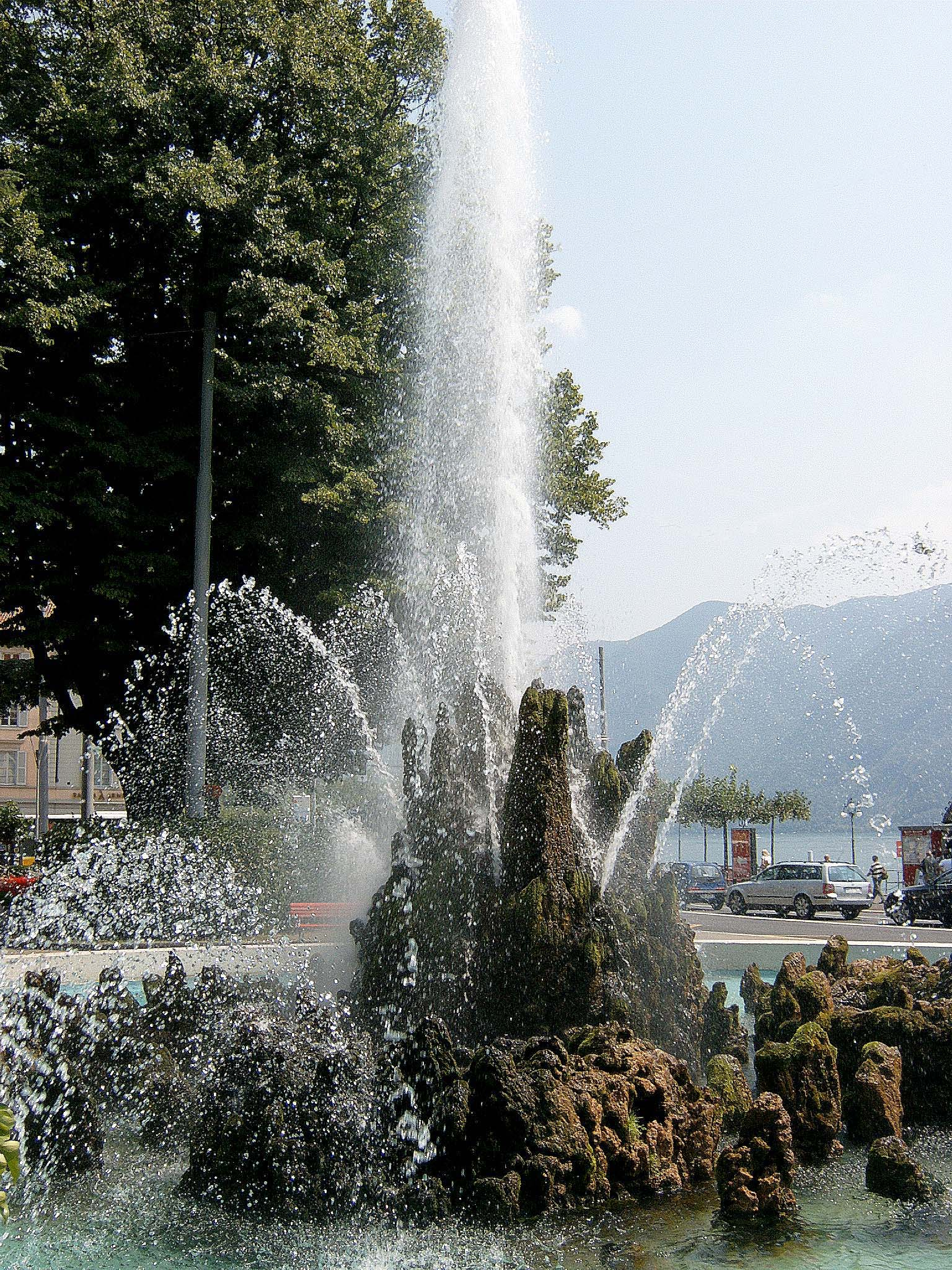
Centrum miasta
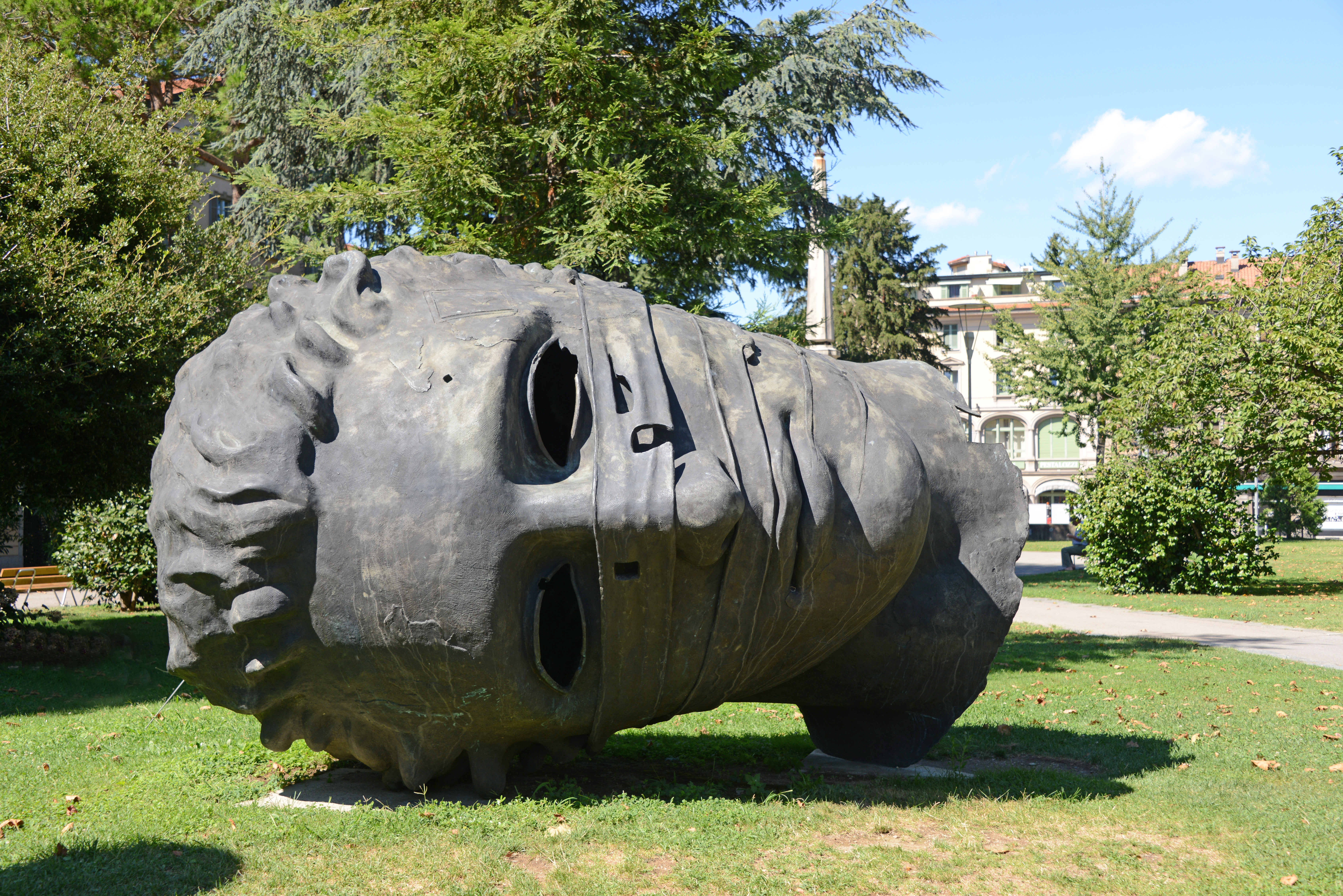
Rzeźba Igora Mitoraja w parku
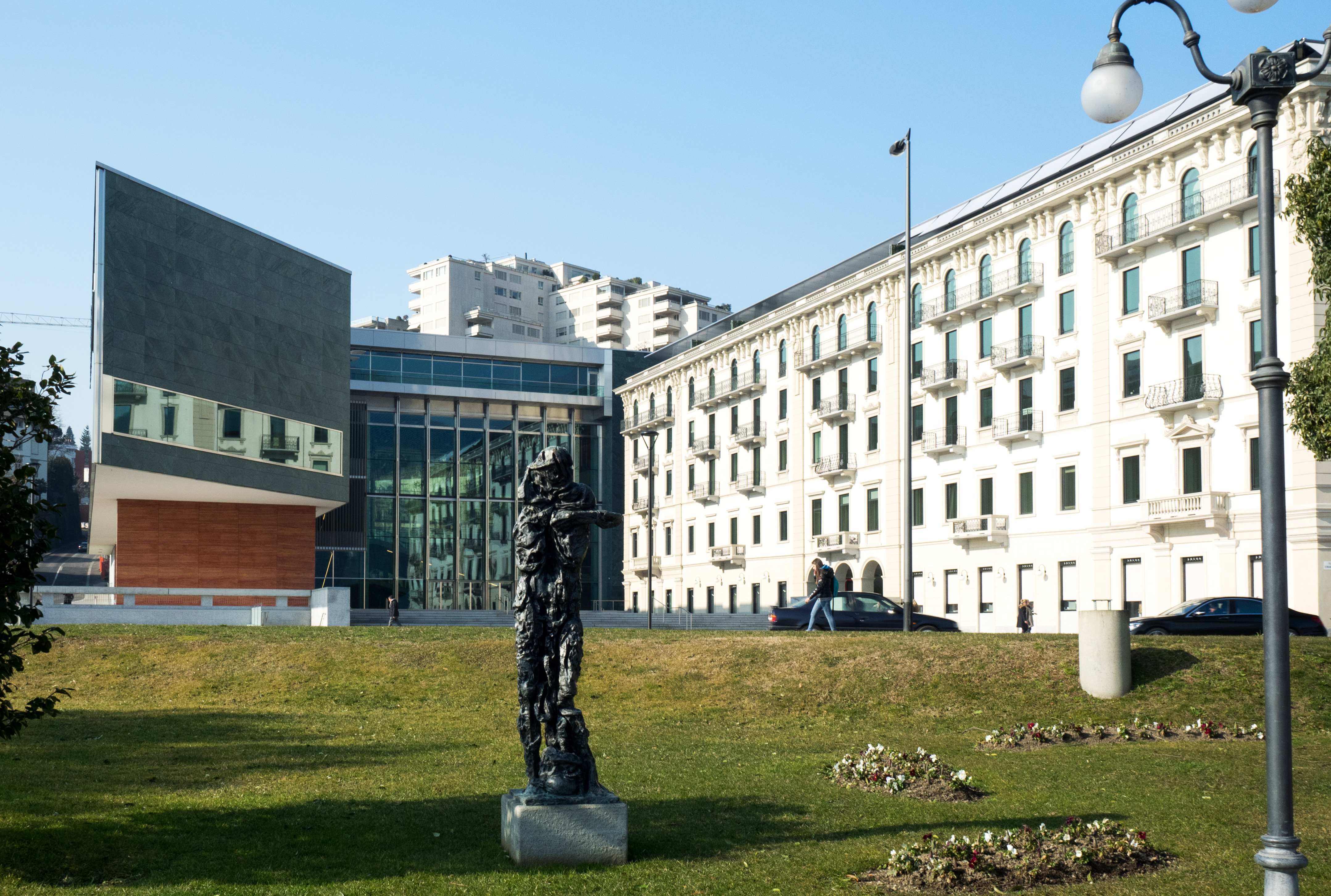
Centrum sztuki i kultury LAC Lugano Arte e Cultura
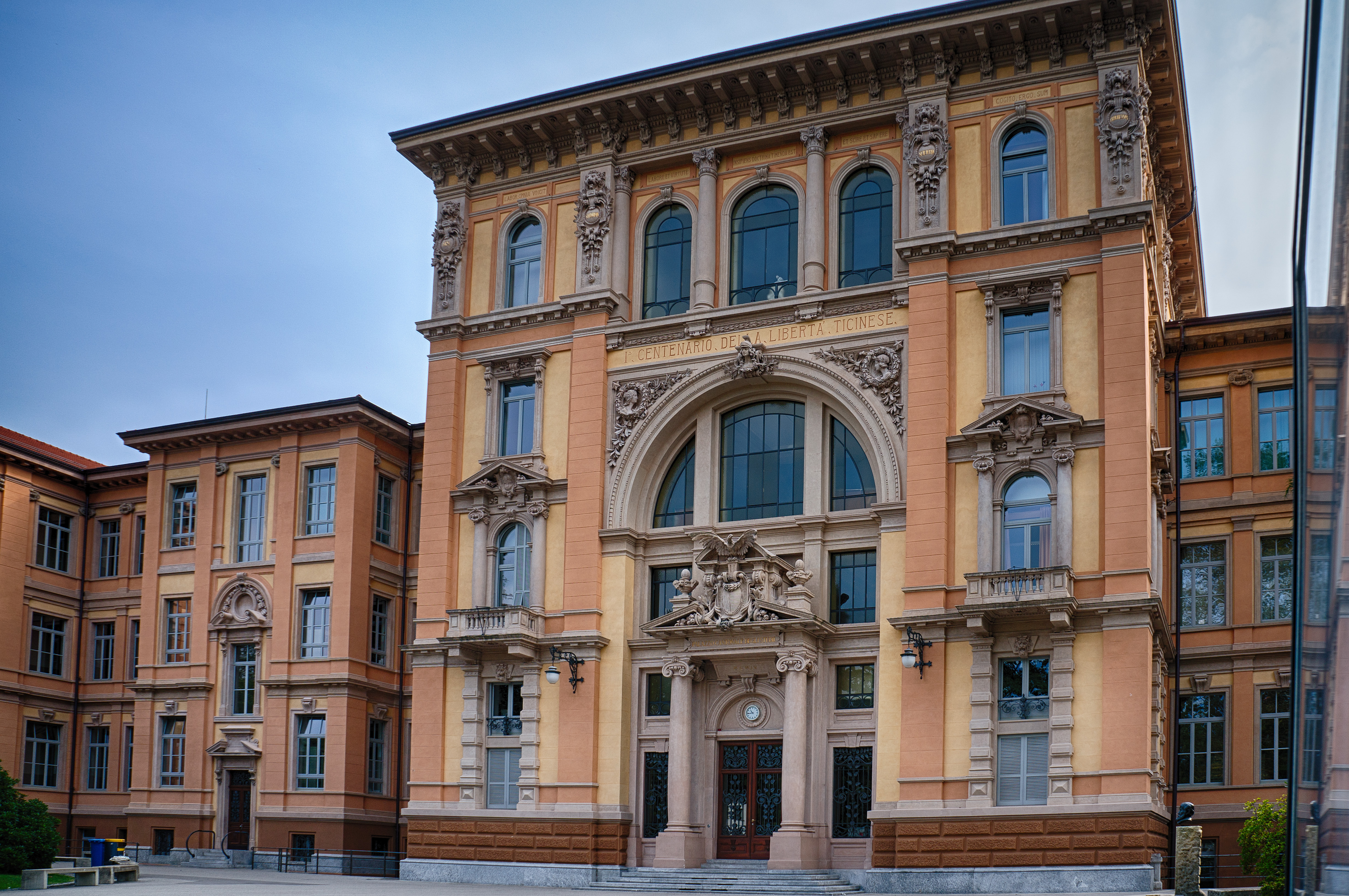
Liceum kantonalne
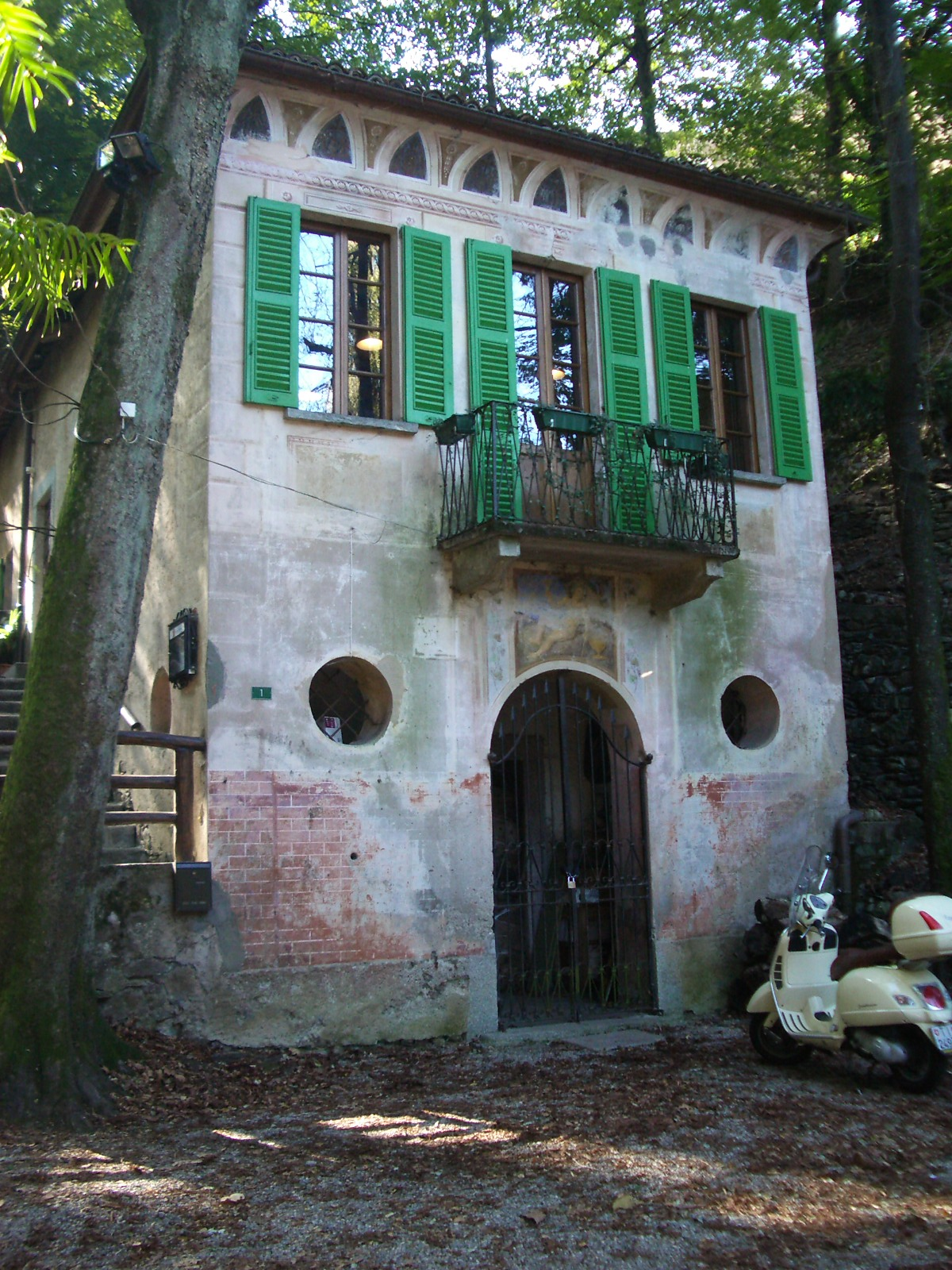
Grotto Morchino – budynek uwieczniony w opowieści Hermanna Hesse Ostatnie lato Klingsora z 1919 r.
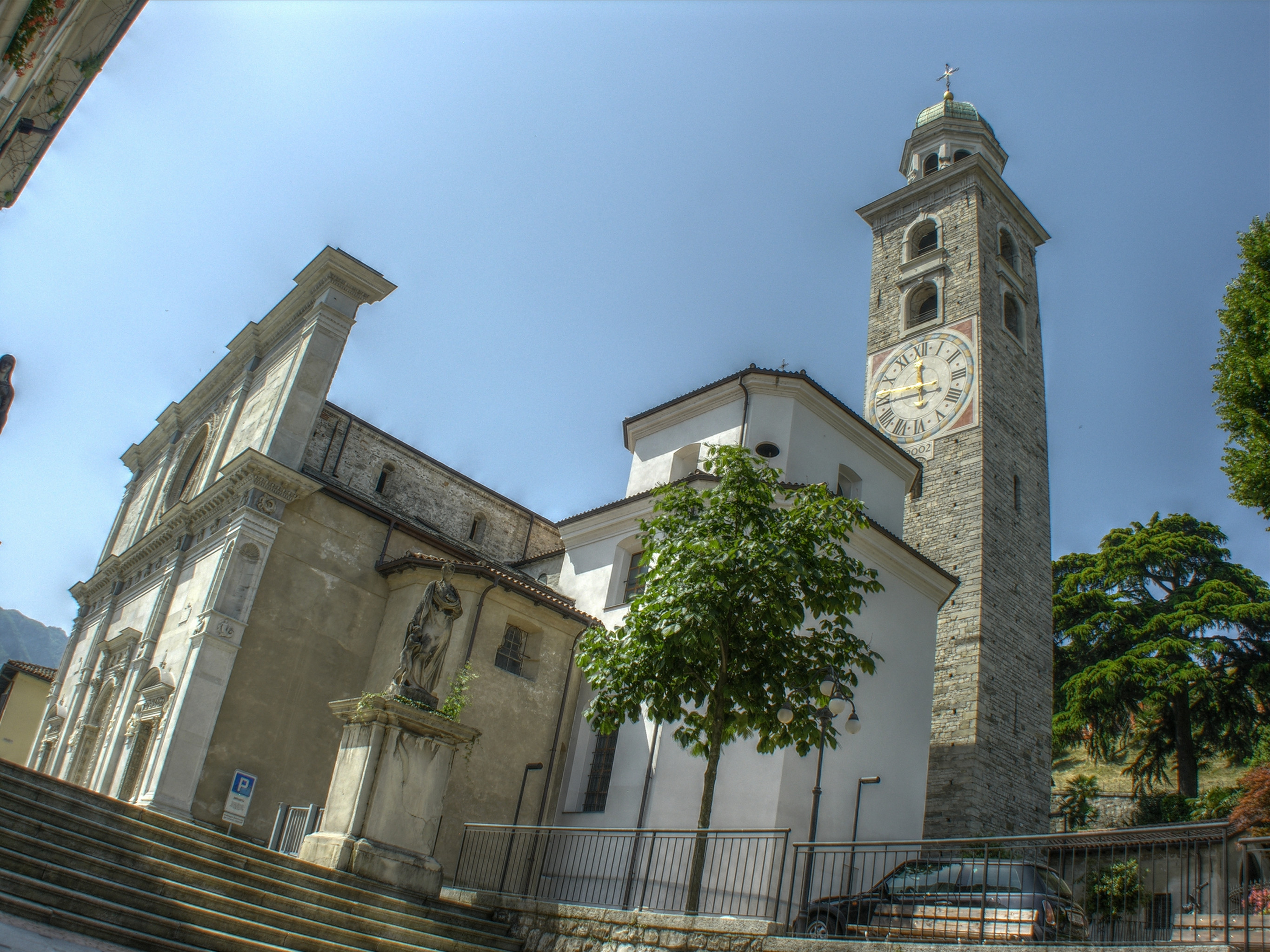
Katedra pw. św. Wawrzyńca San Lorenzo, wspomniana już w 875 r.
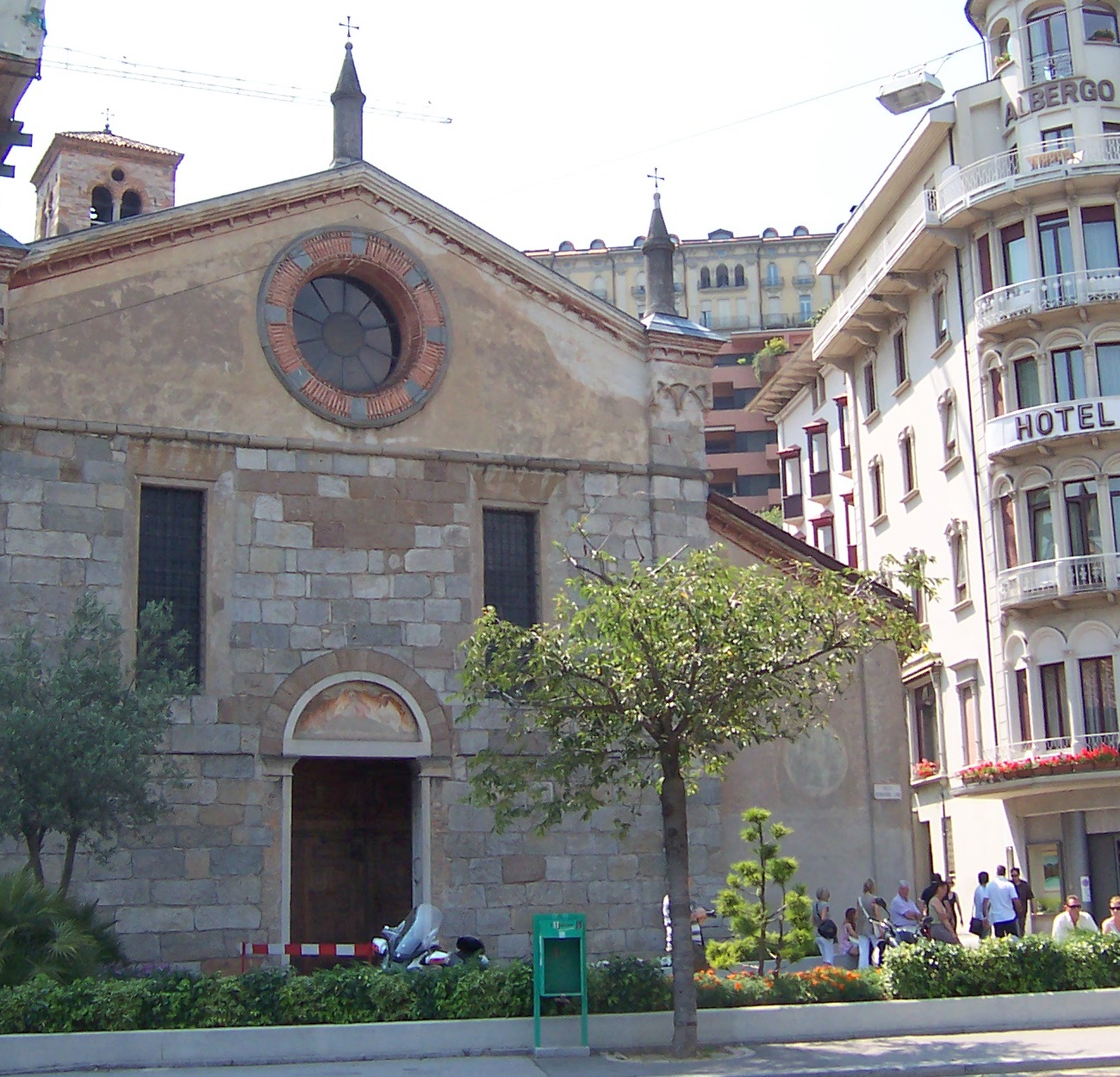
Kościół pw. NMP Santa Maria degli Angioli z bogatymi freskami
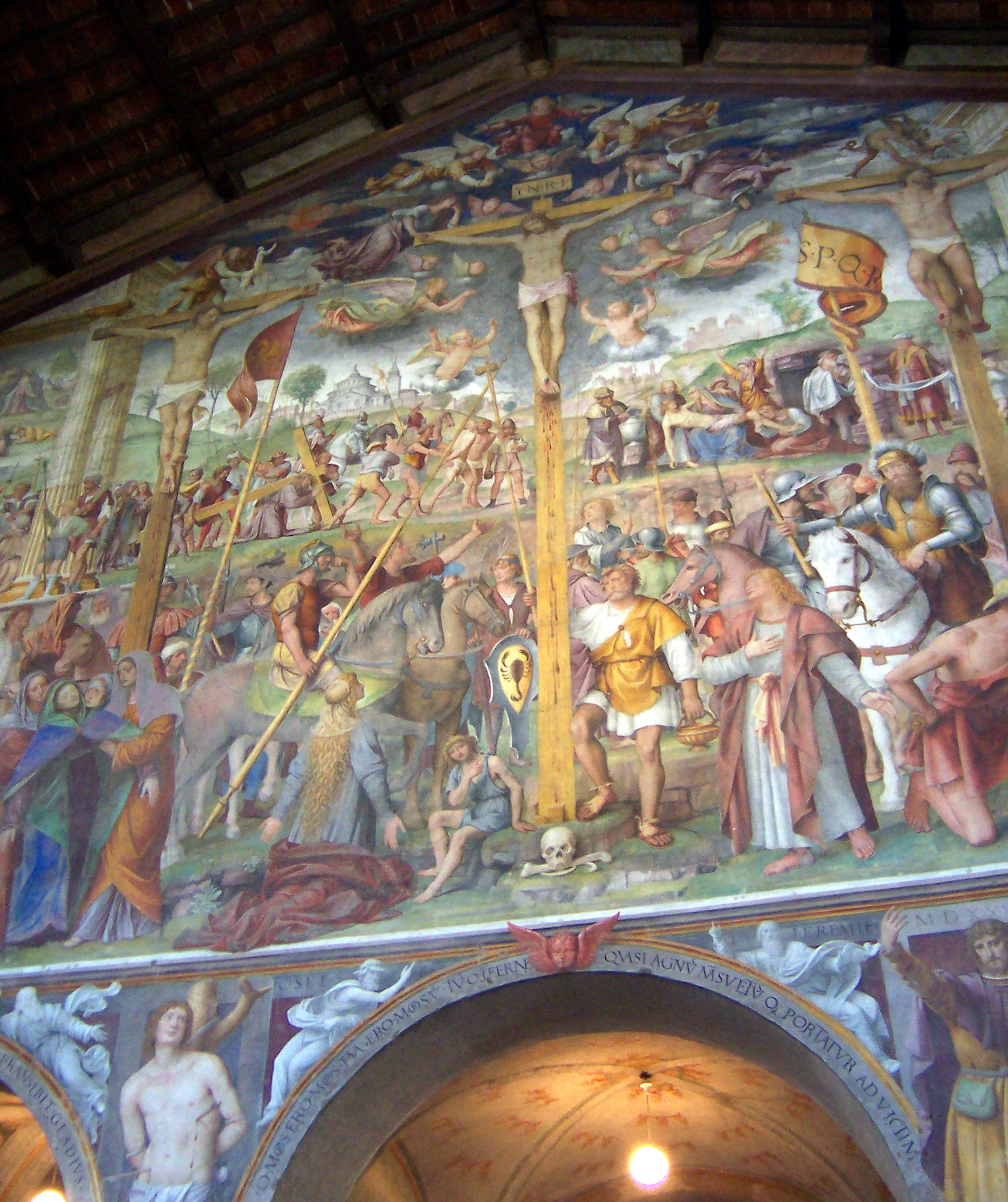
Kościół pw. NMP Santa Maria degli Angioli, fresk «Ukrzyżowanie Chrystusa»
Panorama Lugano